# コスツス・エリトロフィルス
コスツス・エリトロフィルス（学名：Costus erythrophyllus）はオオホザキアヤメ科コスツス属の多年草。

## 特徴
高さ0.5–1 mほど。葉は長さ15–25 cmほどで全縁、葉表は灰色がかった緑色で葉裏は赤紫色。種小名erythrophyllusは赤い葉を意味する。花は長さ10 cm、直径4 cmほどの大きさ。

## 分布、利用
コロンビア、エクアドル、ブラジル、ペルーなど南米西部～ブラジル北部原産。栽培適温は20–25℃、冬越しには最低温度5–10℃が必要。室内の明るい場所で管理する。高温期は戸外でも管理可能だが、真夏はやや遮光する。繁殖は株分けまたは挿し木による。